# 同善祠
25°04′54″N 121°10′50″E / 25.081590°N 121.180673°E
同善祠，是位於臺灣桃園市大園區內海里的廟，祭祀一位傳說的荷蘭修女。

## 沿革

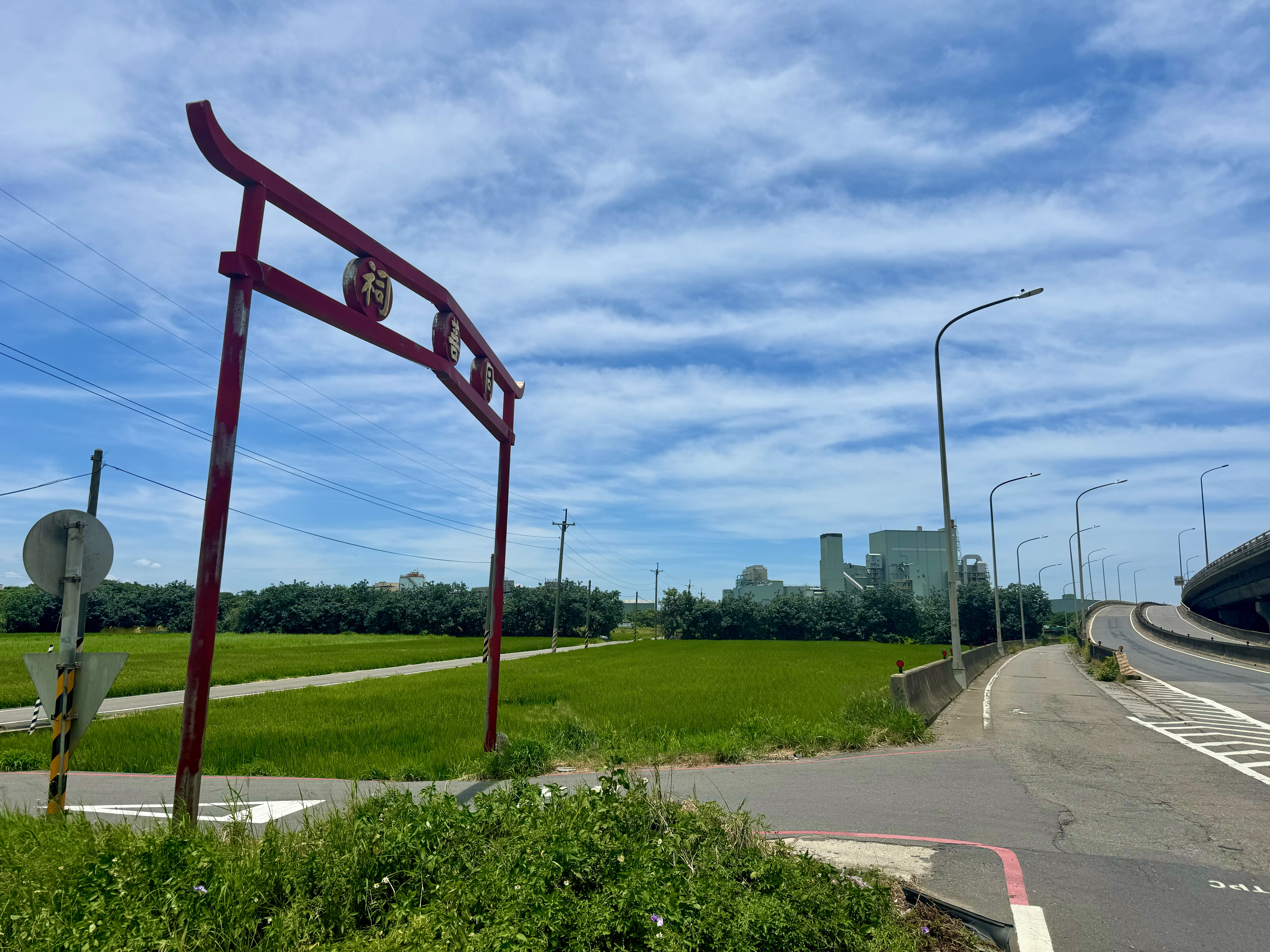
大園內海同善祠牌坊與西濱快速道路

傳說台灣清治時期中葉，有位荷蘭修女到大園內海下厝傳教、支援貧苦百姓。死後在地撿骨埋葬，受到村民祭祀。
修女姓名已不可考，村民以「同善媽」、「外國媽」稱呼。1980年時，地主賣出原先在內海下厝尾十鄰的同善媽墓地，村民出資遷至現址，同年並建立同善祠祭拜。
隨著當地人口流失，同善媽的傳說被淡忘，後來地方傳聞深夜有一名金髮白人女子倚坐陽台上梳髮，才又被當地人想起。村民張萬枝、郭蔡金、堪輿師游春和提出為同善媽修建新祠，獲新東陽董事長麥寬成、鑀得恩董事長施世凱、世紀鋼構董事長賴文祥、太子城董事長賴鵬光、鉦峰董事長陳清川等支持出資。2013年，麥寬成與地方企業家到同善祠祭拜，見祠堂破舊，認為與當地靈異事件相關，於是成立重建委員會，募得新台幣五百多萬。麥寬成、賴鵬光、陳清川、梁石安等企業界亦捐助五十萬元。內海村民李文生經由母親同意，捐祠旁邊的土地建新祠。
2013年9月29日，動土重建新祠，地方官員、民代、鄉民參加，如七旬的鄉民張義宗專程從台北返來祭拜。2014年7月20日落成，由桃園縣縣長吳志揚、民進黨前桃園縣黨部主委鄭文燦及麥寬成等企業界、地方大老主持揭幕。

## 祭祀
桃園縣議員徐其萬在小時候每逢三大節，會跟隨家人到同善祠祭拜，祈求平安。
2014年中華民國地方公職人員選舉，桃園知名的張老爹牛肉麵店創始人張萬枝在競選大園里長時以161票的差距落敗，後來他將里長當選人許文芳妻子李秀鳳、及另三名支持者的姓名，貼在同善祠與田心里萬善祠的墓碑下方，共貼了三次，被控公然侮辱。張萬枝被傳訊後坦承是自己所為，但說這是告狀而非詛咒。
荷蘭貿易暨投資辦事處駐台代表紀維德（Guy Wittich）曾與桃園市長鄭文燦於2016年4月19日來此參訪。鄭文燦表示市府將委請歷史學者考證同善媽的名字與背景及所屬教會等。

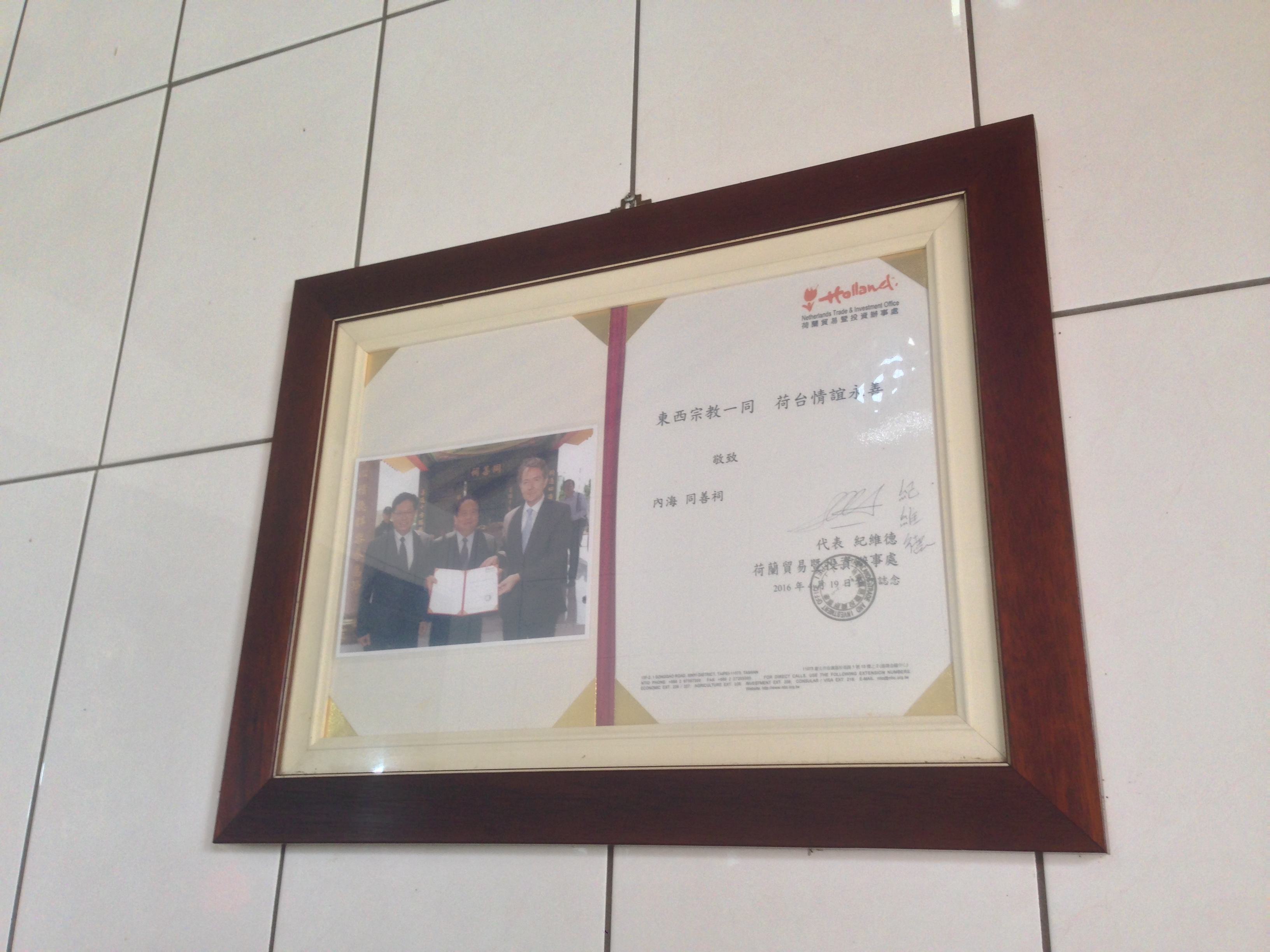
紀維德簽名感謝函